# المصرفي (فلم)
المصرفي وقد يُترجم ترجمه حرفيّة إلى ذي بانكر (بالإنجليزية: The Banker) هو فيلم درامي نيجيري صدرَ عام 2015 من إنتاج إميم إسونغ وإخراج إيكيشوكوو أونييكا. الفيلمُ من بطولة مبونغ أماتا ومورين أوكبوكو وبيليندا إيفاه وسون أكينيديل. عُرض الفيلم لأول مرةٍ في لاغوس في السادس عشر من أيّار/مايو 2015. تتمحور قصّة الفيلم حول كيفية استخدام المصرفيات لحياتهنَّ الجنسية للحصول على الفوائد المثلى من العملاء.

## القصّة
تتعرضُ تشينوي (تلعب دورها الممثلة مبونغ أماتا) وهي موظفة مصرفية لضغوط مهنية لاستخدام أي وسيلة ممكنة لضمان قيام العملاء الذكور الأثرياء بفتح حسابات نقدية لدى البنكِ الذي تعملُ فيه بغض النظر عن مطالبهم. يرى والد زوجها المستقبلي أن جميع المصرفيات عاهرات وعليهِ فهو يرفضُ زواجها من ابنه حيثُ يقومُ بإرسالِ العديد من أصدقائه الأثرياء لمحاولة إغراء تشينوي لإقامة علاقة جنسية معها مقابل فتح حسابٍ في البنك الذي تعمل به وذلك لمعرفة نواياها وما إذا كانت ستقبلُ مثل هذه الطلبات أم لا.

## طاقم التمثيل
- مبونغ أماتا في دور تشينوي
- إيفيناي كالو في دور كونلي
- مورين أوكبوكو في دور فيفيان
- سون أكينديلي في دور ديفيد
- بليندا إيفاه في دور ديزي أبوري